# Stereophyllum confusum
Stereophyllum confusum là một loài rêu trong họ Stereophyllaceae. Loài này được Thér. mô tả khoa học đầu tiên năm 1916.